# Samsung Wave S8500
O Samsung Wave S8500 (ou “Samsung Wave”) é um smartphone desenvolvido e produzido pela Samsung Electronics. É o primeiro smartphone a executar o sistema operativo Bada desenvolvido pela Samsung Electronics, que foi lançado comercialmente em 24 de maio de 2010. O Wave é um telemóvel com ecrã tátil equipado com o CPU “Hummingbird” da Samsung (S5PC110), que inclui um CPU ARM Cortex-A8 de 1 GHz e um motor gráfico PowerVR SGX 540 integrado. Tem também um ecrã “Super AMOLED” e capacidades de captura de vídeo de alta definição de 720p. Devido à escassez de ecrãs Super AMOLED, a Samsung lançou um sucessor do dispositivo denominado Wave II e cessou a produção do modelo S8500 original.